# Catulle Mendès
Pour les articles homonymes, voir Mendès (homonymie).
Abraham Catulle Mendès, né le 21 mai 1841 à Bordeaux et mort le 8 février 1909 à Saint-Germain-en-Laye, est un romancier, poète, dramaturge, librettiste et critique littéraire français.

## Biographie

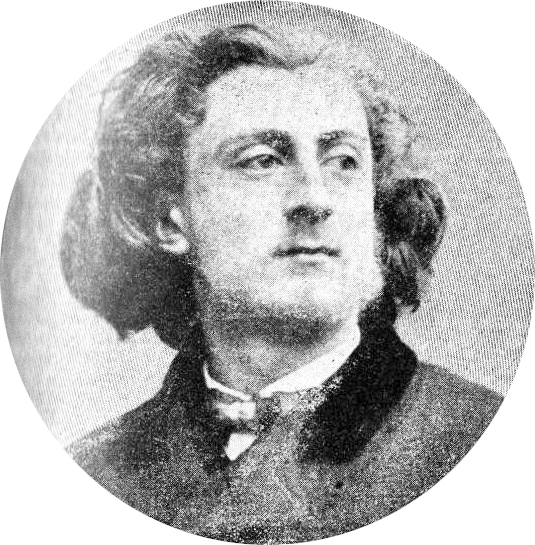
Le jeune Catulle Mendes, en 1865.

Abraham Catulle Mendès est issu d'une lignée de Juifs portugais. Petit-fils du banquier Isaac Mendès, Catulle Mendès est le fils du négociant Tibulle Abraham Mendès et de Suzanne Brun, catholique qui élève son fils dans sa religion.
Après une enfance et une adolescence à Toulouse, Mendès arrive à Paris en 1859.
Il se fait connaître en 1860 en fondant La Revue fantaisiste à laquelle collabore notamment Villiers de L'Isle-Adam. En 1863, il publie son premier recueil de poèmes, Philoméla, et sympathise avec Théophile Gautier jusqu'à ce qu'il décide d'épouser sa fille, Judith Gautier, le 14 avril 1866 à Neuilly-sur-Seine. Théophile Gautier n'assiste pas à la noce, car ayant désapprouvé cette union, il n'aime guère l'écrivain qui avait déjà, avant ce mariage, une maîtresse et des enfants naturels de celle-ci. Le beau-père surnomme son gendre « Crapule m'embête ».
À la suite d'un voyage en Allemagne qui le laisse ébloui, Catulle Mendès se range avec ardeur dans le camp des admirateurs et défenseurs du compositeur Richard Wagner, à l'instar de son épouse Judith.
Il entre ensuite dans le groupe d'écrivains qui se réunit chez Louis-Xavier de Ricard tout d'abord, chez Leconte de Lisle ensuite, où François Coppée, Léon Dierx, José-Maria de Heredia et Théodore de Banville comptent parmi les habitués. Sous l'impulsion de Ricard et de Mendès naît le mouvement Parnasse dont Mendès se fait l'historien en publiant plus tard La Légende du Parnasse contemporain. Il participe activement aux recueils du Parnasse contemporain.
En 1876, il propose à Guy de Maupassant d'entrer dans la franc-maçonnerie, mais celui-ci refuse.

### Unions et descendance

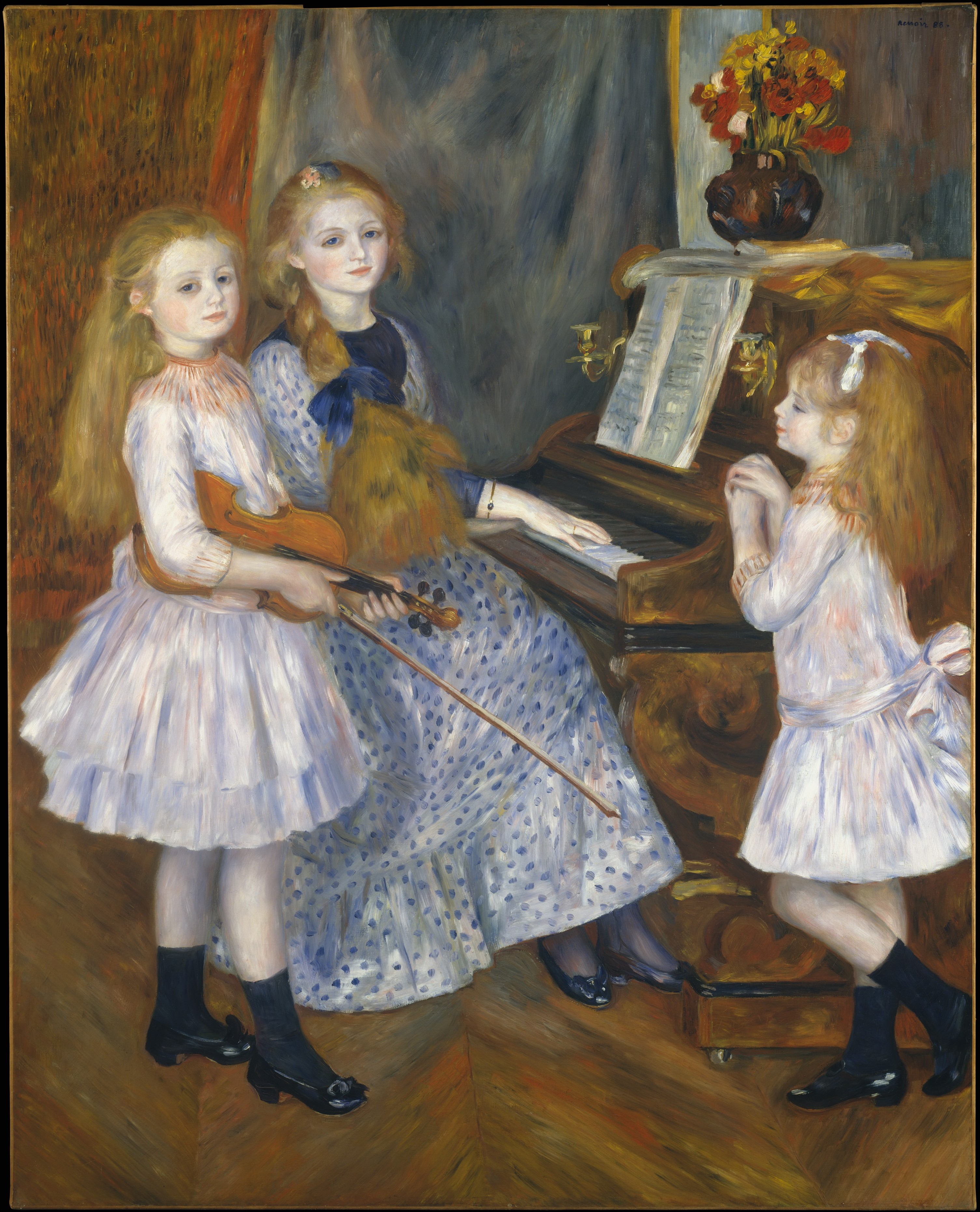
Les Filles de Catulle Mendès (1888) par Auguste Renoir, Metropolitan Museum of Art de New York.

Après son mariage en 1866 avec Judith Gautier, dès 1869, peut-être même dès 1866, Catulle Mendès entretient une liaison avec la compositrice Augusta Holmès. Ainsi, le couple Mendès-Gautier ne dure pas : ils se séparent en 1874 ; Judith obtient la séparation juridique le 13 juillet 1878 ; bien plus tard, Mendès, en reconnaissant tous les torts, demandera le divorce (devenu légal), qui sera prononcé le 28 décembre 1896.
Après la séparation juridique en 1878, Mendès s'installe chez Augusta Holmès. Mendès et Holmès ont cinq enfants : Raphaël Henri, dessinateur et peintre (1870-1896), Jeanne Huguette Olga (1872-1964, mère du peintre Christian Caillard), Marie Anne Claudine (1876-1937, épouse du poète Mario de La Tour Saint-Ygest), Hélyonne Geneviève (1879-1955, épouse du romancier Henri Barbusse) et Marthian avant de se séparer en 1886, après qu'Augusta Holmès eut, semble-t-il, été ruinée par Mendès. Les trois filles sont le sujet du tableau d'Auguste Renoir, Les Filles de Catulle Mendès.

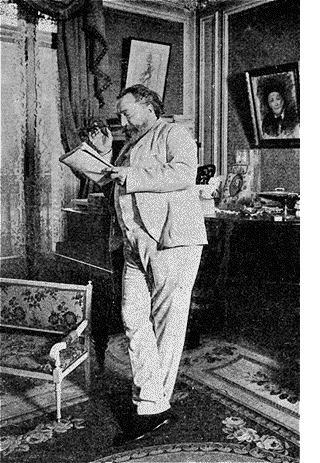
Catulle Mendès chez lui (1905).

Le 8 juillet 1897, à Chatou, Mendès (qui avait trois autres fils, à savoir Marcel, Raymond et Robert), se remarie avec la poétesse Jeanne Mette, qui est sa compagne, et dont il a également un fils, Jean Primice Catulle-Mendès, né le 10 juillet 1896 à Paris XVIe, et mort pour la France le 23 avril 1917 au Chemin des Dames, filleul de Sarah Bernhardt.
D'une dernière relation avec la comédienne Marguerite Moreno (1871-1948), il a un dernier fils, ce qui lui fait une très nombreuse progéniture.

### Fin de vie
Le 8 juin 1891, il se bat en duel avec René d'Hubert, directeur du Gil Blas.
Le corps sans vie de Catulle Mendès est découvert le 8 février 1909 vers cinq heures du matin dans le tunnel de chemin de fer de Saint-Germain-en-Laye. On a supposé qu'il avait ouvert la porte de son wagon en se croyant arrivé à destination.

## Postérité
L'œuvre de Catulle Mendès, très abondante, est tombée dans l'oubli. Il est considéré comme le représentant d'une esthétique fin-de-siècle, utilisant, avec une certaine préciosité, un vocabulaire recherché et brillant. Les critiques de l'époque lui reprochaient une superficialité et une manière ostensible de suivre la mode du jour. Sa poésie, au parfum décadent, était très appréciée de Verlaine.
Il est également l'auteur de courts récits érotiques.
Friedrich Nietzsche lui a dédié ses Dithyrambes pour Dionysos, le célébrant comme « le plus grand et le premier satyre vivant aujourd’hui ― et pas seulement aujourd’hui. »
Il apparaît dans le roman Le Désespéré de Léon Bloy sous le nom d'Abraham-Properce Beauvivier, où il est dépeint comme un personnage du monde littéraire, sans scrupule, directeur d'un journal à grand tirage, égocentrique et opportuniste.

### Hommages
- Une voie du 17e arrondissement de Paris porte son nom.
- Le 9 février 1909, le sculpteur Émile Guillaume, vieil ami du poète, procéda au moulage du visage du défunt sur son lit de mort. Il réalisa également un buste qui fut exposé lors d'une soirée d'hommage organisée le 28 mai par Sarah Bernhardt[9].

## Œuvre

### Poésie
- Philoméla, Hetzel, 1863
- Sonnets
- Pantéléia, Hetzel, 1863
- Sérénades, Revue française
- Pagode, dans Le Parnasse contemporain, 1866
- Soirs moroses, 1876
- Contes épiques, 1870-1876
- Hespérus, La Librairie des Bibliophiles, Jouaust éditeur, avec un dessin de Gustave Doré et une préface, 1872 ; rééd.  in Poésies de Catulle Mendès, Sandoz et Fischbacher, 1876 : rééd. Paul Ollendorff, 1885.
- Intermède, 1871
- Le Soleil de minuit
- Poésies (1892)
- Poésies nouvelles (1893)
- La Grive des vignes (1895)
- Les Braises du cendrier
- L'Orgueil (1892)

#### Poèmes mis en musique
- Reynaldo Hahn, Le Souvenir d'avoir chanté, douzième et dernière des douze pièces du recueil Rondels.
- Emmanuel Chabrier, Chanson pour Jeanne, Lied
- Georges Bizet, L'Abandonnée
- Ignacy Paderewski, Douze mélodies sur des poésies de Catulle Mendès[10]
- Alfred Bruneau, Lieds de France et Chansons à danser
- Jules Massenet, La Lettre

### Romans
- La Vie et la Mort d'un clown (1879)
- Les Mères ennemies (1880)

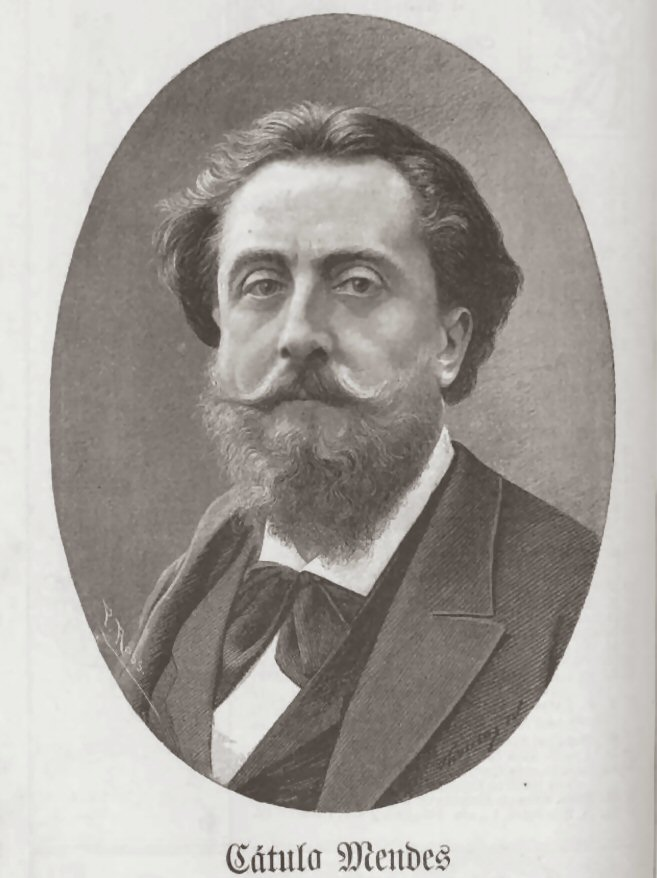
Catulle Mendès, c. 1889.

- Le Roi vierge (1881), réédition Obsidiane (1986), préface de Hubert Juin.
- Le Crime du vieux Blas, éditions Henry Kistemaeckers, Bruxelles (1882), d'abord publié dans Le Petit Parisien sous le titre Le crime du grand-père à partir du 23 novembre 1877
- Zo'Har (1886), rééd. éditions Palimpseste (2005)
- L'Homme tout nu (1887)
- Luscignole, Dentu (1892)
- La Première Maîtresse (1894), rééd. éditions Palimpseste (2013)
- Gog (1896)
- Méphistophéla, Méphistophéla, Paris, E. Dentu, 1890    (Wikisource); réédition Méphistophéla, Séguier, « Bibliothèque Décadente » (1993)  (ISBN 2-84049-014-5), présentation Jean de Palacio
- Les Oiseaux bleus, réédition Séguier, « Bibliothèque Décadente » (1993)  (ISBN 2-84049-015-3), présentation Jean de Palacio
- Grande-Maguet
- La Femme-Enfant (1891), rééd. éditions Palimpseste (2007)
- La Maison de la Vieille
- Rue des Filles-Dieu, 56
- Le Chercheur de Tares (1898)
- Verger-Fleuri (1894)

### Nouvelles
- Lesbia. — Ce recueil contient : Lesbia • Vieux meubles • Chemise noire • Quittes • L'amour en danger • Regards perdus • Les autres • Idylle d'automne • Le miracle • Les deux avares • Preuves • Le don qui suffit • Le lit enchanté • Le cœur de Balbine • Les fleurs et les pierreries • Justice après justice • L'ombre vaincue • La princesse muette • Tourterelle • Nécessité de l'héroïsme • L'armure • Suite dans les idées • Rompre • L'autographe • Hygiène
- Le Rose et le Noir, Paris, E. Dentu, 1885. — Ce recueil contient : Les Hirondelles • L'Inattendue • Don Juan au paradis • Le Portrait ressemblant • Les Fleurs dans l'eau • Danger de la charité • La Nuit de noces • La Cuisine des anges • Fatalité • L'Hôte • Les Ailes déçues • Tristesse des Sirènes • Le Possédé • La Bonne Journée • La Voie inutile • La Robe de noces • L'Incendiaire • La Momie • La Joueuse de flûte • La Layette d'Isamberte • L'Exclu • Mariage aux lucioles • La Convertie • Les Azalées • L'Occasion • Tendresse de la justice • L'Arbre sacré
- Le Confessionnal
- La Messe rose
- Arc-en-Ciel et Sourcil-Rouge
- Pour lire au bain, 154 dessins deFernand Auguste Besnier, E. Dentu, 1883
- Monstres parisiens, 2 séries, illustrées par Besnier, Marpon & Flammarion, 1883-1885
- Tous les baisers, six séries illustrées par Besnier, E. Dentu, 1884-1885
- Incendies, recueil de nouvelles, Stalker éditeur, 2006

### Contes
- Les Contes du rouet, Frinzine & Cie éditeurs, 1885
- La Petite Servante • Il ne faut pas jouer avec la cendre • Mademoiselle Laïs • Touffe de myosotis • La Convertie • La Bonne Journée • Léa, Mariage aux lucioles • L'Homme de lettres • La Vie et la mort d'une danseuse • Jeanne • Jeunes mères • Le Lâche • Le Ramasseur de bonnets • Le Miroir • Les Mots perdus • Les Deux Marguerites • George et Nonotte • Le Mangeur de rêves • Le Marquis de Viane • Les Hirondelles

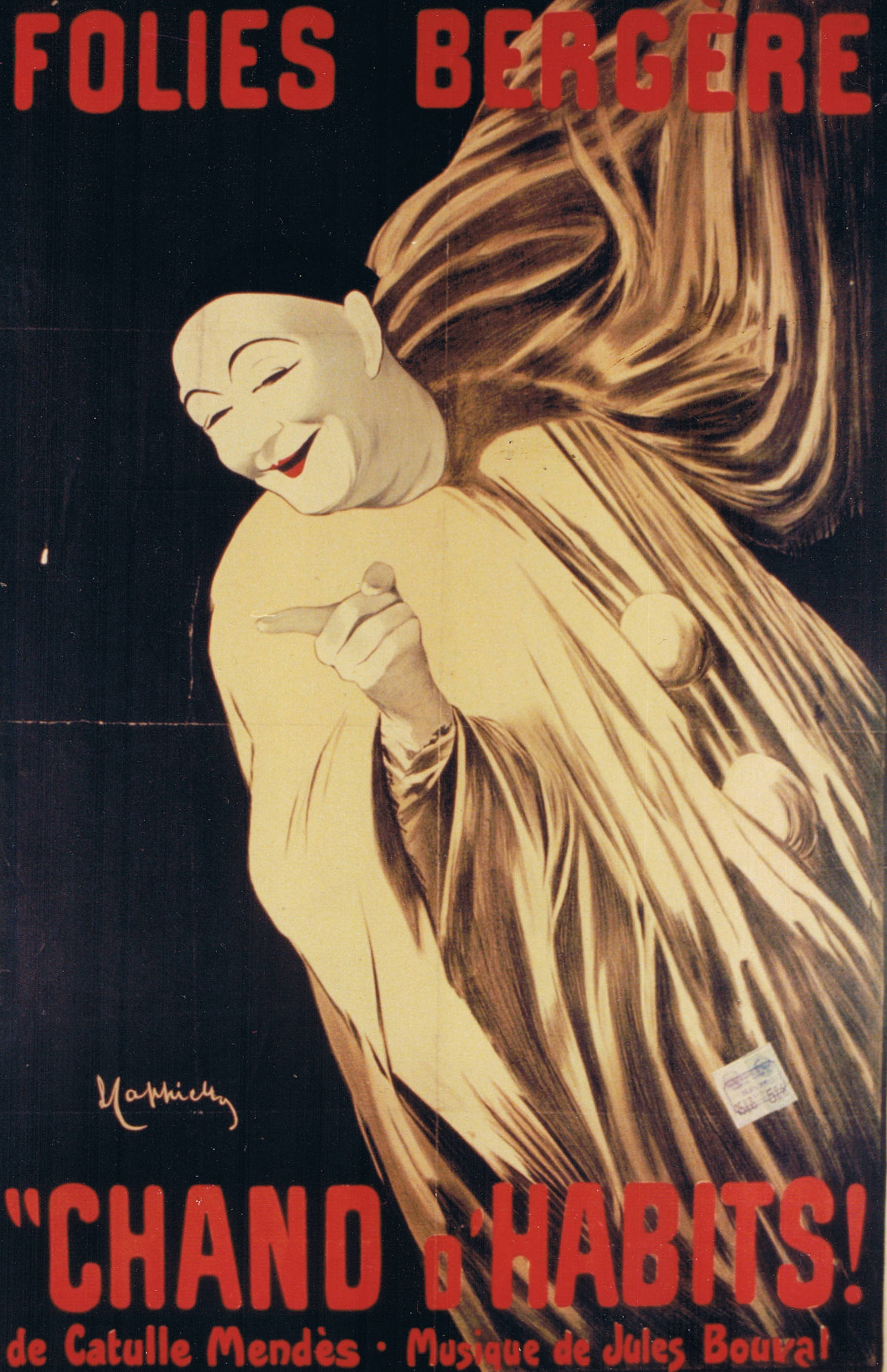
Séverin en Pierrot dans Chand d'habits !, pantomime de Catulle Mendès.
Affiche par Cappiello, 1896.

### Théâtre
- La Part du roi (1872)
- Les Frères d'armes (1873)
- Justice (1877)
- Les Mères ennemies (1882)
- Le Capitaine Fracasse (1878)
- La Femme de Tabarin (1887)
- Les Joyeuses Commères de Paris, fantaisie, écrit avec Georges Courteline (1892)[11]
- Médée (1898)
- La Reine Fiammette (1898)
- Farces (1899)
- Le Fils de l'étoile (1904)
- Scarron, musique Reynaldo Hahn, 29 mars 1905, Théâtre de la Gaîté-Lyrique
- Glatigny, drame funambulesque en vers, mêlé de chansons et de danses, en cinq actes et six tableaux[12] (1906)
- La Vierge d'Avila (Sainte Thérèse), drame en cinq actes et un épilogue, en vers[13] (1906)

Dans un billet du Figaro daté du 1er mai 1906, Catulle Mendès écrit que c’est en lisant, vers 1868, Les Religions & les Philosophies de l’Asie centrale du comte de Gobineau, qu’il eut l’idée d’écrire une pièce de théâtre sur la célèbre poétesse persane et disciple du Báb appelée Táhirih (la pure) ou Qurrat al-‘Ayn (la consolation des yeux).

### Livrets d'opéra
- Le Capitaine Fracasse (1878), opéra-comique en trois actes et six tableaux, d'après le roman de Théophile Gautier, musique d'Émile Pessard[15].
- Gwendoline (1886), pour l'opéra d'Emmanuel Chabrier. Texte sur Gallica.
- Isoline (1888), pour l'opéra d'André Messager[16]
- Rodrigue et Chimène (1893), opéra inachevé en trois actes, musique de Claude Debussy.
- La Carmélite (1902), comédie musicale en quatre actes et cinq tableaux, musique de Reynaldo Hahn ; Texte sur Gallica.
- La Reine Fiammette (1903), drame lyrique en quatre actes et six tableaux, musique de Xavier Leroux[17].
- Le Fils de l'étoile (1904), drame musical en cinq actes, musique de Camille Erlanger[18]. Texte sur Gallica.
- Ariane (1906), pour l'opéra de Jules Massenet[19]
- Bacchus, pour l'opéra de Jules Massenet[20] Livret sur Gallica
- Briséïs, (avec Éphraïm Mikhaël), drame en trois actes, musique d’Emmanuel Chabrier ; texte sur wikisource.
- Traduction française de Hänsel und Gretel de Humperdinck (Opéra de Paris, 1900)

### Arguments de ballet
- Le Cygne, ballet en un acte, musique de Charles Lecocq (Opéra comique de Paris, 20 avril 1899)
- La Fête chez Thérèse, ballet-pantomime en deux actes, musique de Reynaldo Hahn, 1910 ; argument sur Gallica

### Essais

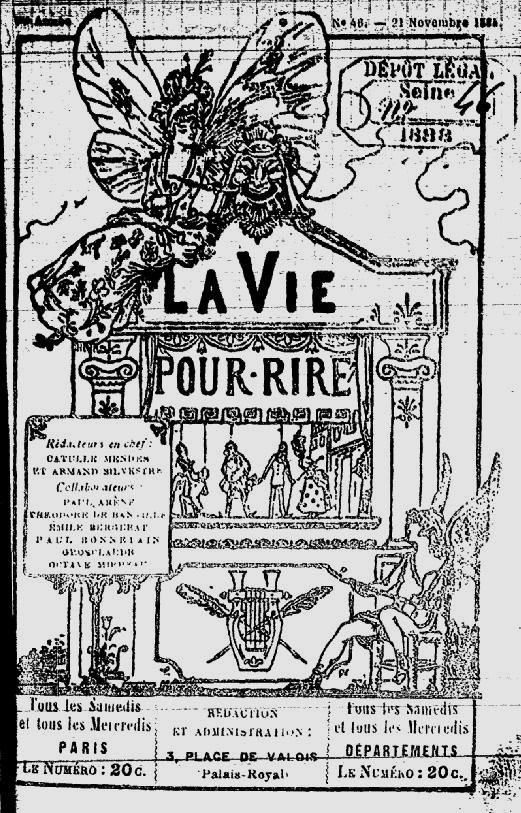
La Vie pour rire, feuille hebdomadaire dirigée par Mendès et Armand Silvestre.

- Les 73 Journées de la Commune (du 18 mars au 29 mai 1871) (1871)
- La Légende du Parnasse contemporain, eau-forte de Besnier, chez Auguste Brancart, 1884 — Texte sur wikisource.
- Richard Wagner (1886)
- L'Art au théâtre, 3 volumes : 1895, 1896, 1897
- L'Œuvre wagnérienne en France
- Rapport à M. le ministre de l'Instruction publique et des beaux-arts sur le mouvement poétique français de 1867 à 1900 ; précédé de Réflexions sur la personnalité de l'esprit poétique de France ; suivi d'un Dictionnaire bibliographique et critique et d'une nomenclature chronologique de la plupart des poètes français du XIXe siècle (Imprimerie nationale, 546 pages, 1902[22]). Prix Calmann-Lévy de l’Académie française en 1904.

## Citation
Reste. N'allume pas la lampe…
Reste. N'allume pas la lampe. Que nos yeux
S'emplissent pour longtemps de ténèbres, et laisse
Tes bruns cheveux verser la pesante mollesse
De leurs ondes sur nos baisers silencieux.
Nous sommes las autant l'un que l'autre. Les cieux
Pleins de soleil nous ont trompés. Le jour nous blesse.
Voluptueusement berçons notre faiblesse
Dans l'océan du soir morne et délicieux.
Lente extase, houleux sommeil exempt de songe,
Le flux funèbre roule et déroule et prolonge
Tes cheveux où mon front se pâme enseveli...
Ô calme soir, qui hais la vie et lui résistes,
Quel long fleuve de paix léthargique et d'oubli
Coule dans les cheveux profonds des brumes tristes.
(Soirs moroses, 1876)